# Vajay Károly (törvényszéki bíró)
Vajai Vajay Károly (Szatmár, 1825. május 24. – Szatmárnémeti, 1906. április 10.) királyi törvényszéki bíró.

## Életútja
A nemesi származású református székely vajai Vajay család sarja. A 18. század elején Székelyvaján (Marosszék) laktak; eredetileg a "Sepsi" családnevet használták, újabban a "Vajay" nevet használták a család tagjai a 19. század elejétől. Vajay Imre és Gaál Mária fia. Az 1846. évi pozsonyi diétán Sztanaczky András akkori Szatmár városi követ mellett jurátusként vett részt és az 1846–47. évi ifjúsági mozgalmakban élénk része volt. A szabadságharcban előbb nemzetőri főhadnagy, majd segédtiszt volt. A fegyverletételt Kazinczy hadtestével élte át és az elfogatást elkerülendő, elbujdosott. 1849. október 28-án Kisnaményban elfogták és Debrecenben, majd Nagyváradon volt fogva. Kiszabadulván, az ügyvédi gyakorlattól eltiltatott; csak 1856-ban engedték meg neki, hogy azt folytathassa. Ez időtől szülővárosa közügyeinek és 1860-ban árvabizottmányi elnökké, 1861-ben a város főbirájává, majd országgyűlési képviselőjévé választották. Az országgyűlésen a határozati pártnak volt egy számottevő tagja. Tőle ered azon országos jelentőségű indítvány, hogy a még meg nem koronázott királyt az országgyűlés egyszerű «Felséges Úr» címzéssel illesse. Az országgyűlés feloszlatása után hazament. 1864-ben a református gimnázium tanügyi bizottmányi elnöke lett. Az atyjától rámaradt értékes könyvtárt és gyűjteményeket a szatmári gimnáziumnak adományozta. 1867-ben a város másodszor is főbírónak választotta. 1869 után királyi ügyész lett, később pedig királyi törvényszéki bíró. Kiváló szónok volt.
Ifjú éveiben számos költeményt írt.
Cikke a Magyar Sajtóban (1856. 40. sz. Gőzhajózás a Szamoson).
Hátrahagyott naplójában a város történetére sok fontos adat található.

## Házassága és leszármazottjai
Felesége Koós Emília (Szalánta, 1835. június 12.–Pest, 1863. augusztus 26.) asszony, akitől született fia, vajai Vajay Károly (Szatmárnémeti, 1862. július 4.–Szatmárnémeti, 1930. február 22.), Szatmárnémeti utolsó magyar polgármestere.